# Падилья, Эберто
Эбе́рто Пади́лья (исп. Heberto Padilla; 20 января 1932, Пуэрто-дель-Гольпе, провинция Пинар-дель-Рио, Куба — 25 сентября 2000, Оберн, Алабама) — кубинский поэт и диссидент.

## Биография
Начал печататься в совсем юном возрасте в конце 1940-х гг., в 1949 году выпустил первую книгу «Отважные розы» (исп. Las rosas audaces), названную цитатой из Густаво Гало Эрреро, который ему покровительствовал. Занимался журналистикой, преподавал, в том числе — в США. Поддерживал Кубинскую революцию. Один из основателей Союза писателей и художников Кубы.
С 1966 подвергался резкой идеологической проработке, с 1968 года — в открытой оппозиции к режиму Кастро, находился под домашним арестом. В 1971 году он и его жена, поэтесса Белкис Куса Мале, по обвинению в «подрывной деятельности» были подвергнуты тюремному заключению, их сын родился в тюрьме. Под давлением мировой общественности (с требованием освободить писателя выступили Жан-Поль Сартр, Хулио Кортасар, Марио Варгас Льоса и др.) Падилья и его семья были освобождены. В 1979 году жене и сыну было разрешено выехать в США, в 1980 году такое разрешение получил и Эберто Падилья. Преподавал в университетах Принстона и Алабамы.

## Произведения

### Стихи
- Las rosas audaces (1949)
- El justo tiempo humano (1962, премия издательства «Каса де лас Америкас»)
- Fuera del Juego (1968, премия Хулиана дель Касаля),
- Provocaciones (1973)
- El hombre junto al mar (1981)
- Un puente, una casa de piedra (1998)

### Романы
- El buscavidas (1963)
- En mi jardín pastan los héroes (1986)

### Автобиография
- La mala memoria (1989)